# Hoplophorella nigeriensis
Hoplophorella nigeriensis är en kvalsterart som först beskrevs av Badejo 200.  Hoplophorella nigeriensis ingår i släktet Hoplophorella och familjen Phthiracaridae. Inga underarter finns listade i Catalogue of Life.